# Hans Gummel (Prähistoriker)
Hans Gummel (geboren am 3. Mai 1891 in Kassel; gestorben am 26. August 1962 in Bernau im Schwarzwald) war ein deutscher Prähistoriker und Museumsleiter. Der Schwerpunkt seiner wissenschaftlichen Arbeit lag in der Geschichte der Altertumsforschung.

## Leben und Werk
Gummels Vater war ein preußischer Garnisonbaurat, der ab 1907 nach dem Tod von Rudolf Baier im Ruhestand für zwölf Jahre ehrenamtlich das Kulturhistorische Museum Stralsund leitete, was in dem Sohn das Interesse an der Museumsarbeit weckte. Nach der Schulzeit in Stralsund studierte Gummel ab 1909 Altertumswissenschaften an der Universität Berlin bei Gustav Kossina; 1913/1914 war er Wissenschaftlicher Hilfsarbeiter bei Carl Schuchhardt in den Vorgeschichtlichen Sammlungen des Völkerkundemuseums. Die Teilnahme am Ersten Weltkrieg unterbrach sein Studium. Gummel wurde an der Marne in Nordfrankreich verwundet und in französische Kriegsgefangenschaft genommen, aus der er durch einen Austausch von Offizieren freikam. Er wurde in der Schweiz interniert, wo er sein Studium fortsetzen konnte. 1918 heiratete er seine Jugendfreundin Charlotte Elgeti. 1919 wechselte er nach Hannover zum Provinzialmuseum, in dem er zunächst als Wissenschaftlicher Hilfsarbeiter tätig war. Von Hannover aus absolvierte er 1920 seine Promotion bei dem Prähistoriker Otto Tschumi (1878–1960) in Bern zum Pfahlbau Moosseedorf bei Bern. 1922 wurde er Direktorialassistent, 1925 Kustos und schließlich stellvertretender Landeskonservator. Unter  Karl Hermann Jacob-Friesen – sie waren bis 1926 die einzigen hauptberuflichen Prähistoriker in der Provinz Hannover – war er mit umfangreichen Grabungs-, Ordnungs- und Forschungsarbeiten befasst. Er veröffentlichte in den Nachrichten aus Niedersachsens Urgeschichte und war mit Beiträgen an Max Eberts Reallexikon der Vorgeschichte beteiligt. Als Jacob-Friesens Mitarbeiter, der in Hannover die vorgeschichtliche Sammlung nach neuen museumstechnischen und pädagogischen Prinzipien zu einer als vorbildlich angesehenen Lehrsammlung aufgebaut hatte, wurde Gummel an die Museen Stralsund und Rostock geholt, um deren Sammlungen zu ordnen und auszustellen.
Im Januar 1929 wurde Gummel erster hauptamtlicher Direktor des 1888/1889 nach Plänen des Stadtbaumeisters Wilhelm Emil Hackländer (1830–1902) im Stil des Neoklassizismus errichteten und 1890 eröffneten Kulturgeschichtlichen Museums Osnabrück. Sein Vertrag war zunächst probeweise auf ein Jahr befristet, nachdem die Trägerschaft des Museums vom Museumsverein auf die Stadt übergegangen war. Die Stadt hatte einen Prähistoriker für die Position gewünscht. Wesentlichen Ausschlag für Gummel gegen andere Vorschläge hatte seine anerkannte Museumsarbeit in Hannover, Stralsund und Rostock gegeben, auch die enge Zusammenarbeit mit Jacob-Friesen, der schon 1927 Vorschläge für die Modernisierung des Osnabrücker Museums unterbreitet hatte. Auch der Dezernent für Museumsangelegenheiten, der Senator Hans Preuß, hatte ein von der Stadt verwaltetes Museum geplant, das ein städtischer Direktor leiten sollte. Für Renovierungsarbeiten wurde das Museum von Oktober bis Dezember 1929 geschlossen. Gummel setzte die bereits eingeleitete Umgestaltung vom Universalmuseum zu einem Heimatmuseum fort, die mit der Pädagogisierung der Sammlungen einherging. Seine zentralen Arbeitsfelder wurden für die folgenden Jahre das Überarbeiten der Sammlungen und das Aktualisieren der Bibliothek. Um das Museum für größere Bevölkerungsschichten zu öffnen, wurden ab 1929 regelmäßig Führungen angeboten. Zu seinen archäologischen Tätigkeiten gehörte 1930 die Untersuchung des zerstörten Grabs 1 der Großsteingräber bei Wulften. Gummel ging häufig mit Vorträgen in die Öffentlichkeit oder trat vor geschlossenen Kreisen auf wie mit Lichtbildvorträgen im Januar/Februar 1936 vor NSDAP-Ortsgruppen zum Thema „Germanisches Leben in 3 Jahrtausenden“. In die Neugestaltung des Museumswesens wurde das Osnabrücker Schloss einbezogen, in dem Gummel im Mai 1931 die Gemäldegalerie eröffnete. Mit dem Kunsthistoriker Hans Vogeler, der von 1930 bis 1932 als Volontär im Museum tätig war, hatte er einen geeigneten Mitarbeiter, der Einzelausstellungen mit Werken zeitgenössischer Künstler wie Karl Schmidt-Rottluff, Lionel Feininger, Christian Rohlfs und dem Osnabrücker Friedrich Vordemberge-Gildewart besorgte. 1933 musste sich der Dürerbund entsprechend dem Reichskulturkammergesetz neu organisieren. Gummel wurde Vorsitzender des Osnabrücker Dürerbunds, der seine Ausstellungstätigkeit nach und nach einstellte und NS-Organisationen überließ. Als Hermann Poppe-Marquard auf Betreiben des Osnabrücker Oberbürgermeisters Erich Gaertner 1937 im Museum beschäftigt wurde, zunächst als Wissenschaftlicher Mitarbeiter, trat Gummel nach und nach in den Hintergrund. 1938 erschien sein Hauptwerk, die Forschungsgeschichte in Deutschland, die Hans Seger in der Fachzeitschrift Germania als Standardwerk würdigte. Zur Habilitation kam es nicht, nachdem er einen Ruf nach Potsdam erhalten hatte. 1938 erschien auch der erste Band der Reihe Veröffentlichungen des Museums der Stadt Osnabrück über Die Münzen von Osnabrück von Karl Kennepohl, die zweite Schriftenreihe nach den Mitteilungen des Museums der Stadt Osnabrück, die seit 1933 veröffentlicht wurde.

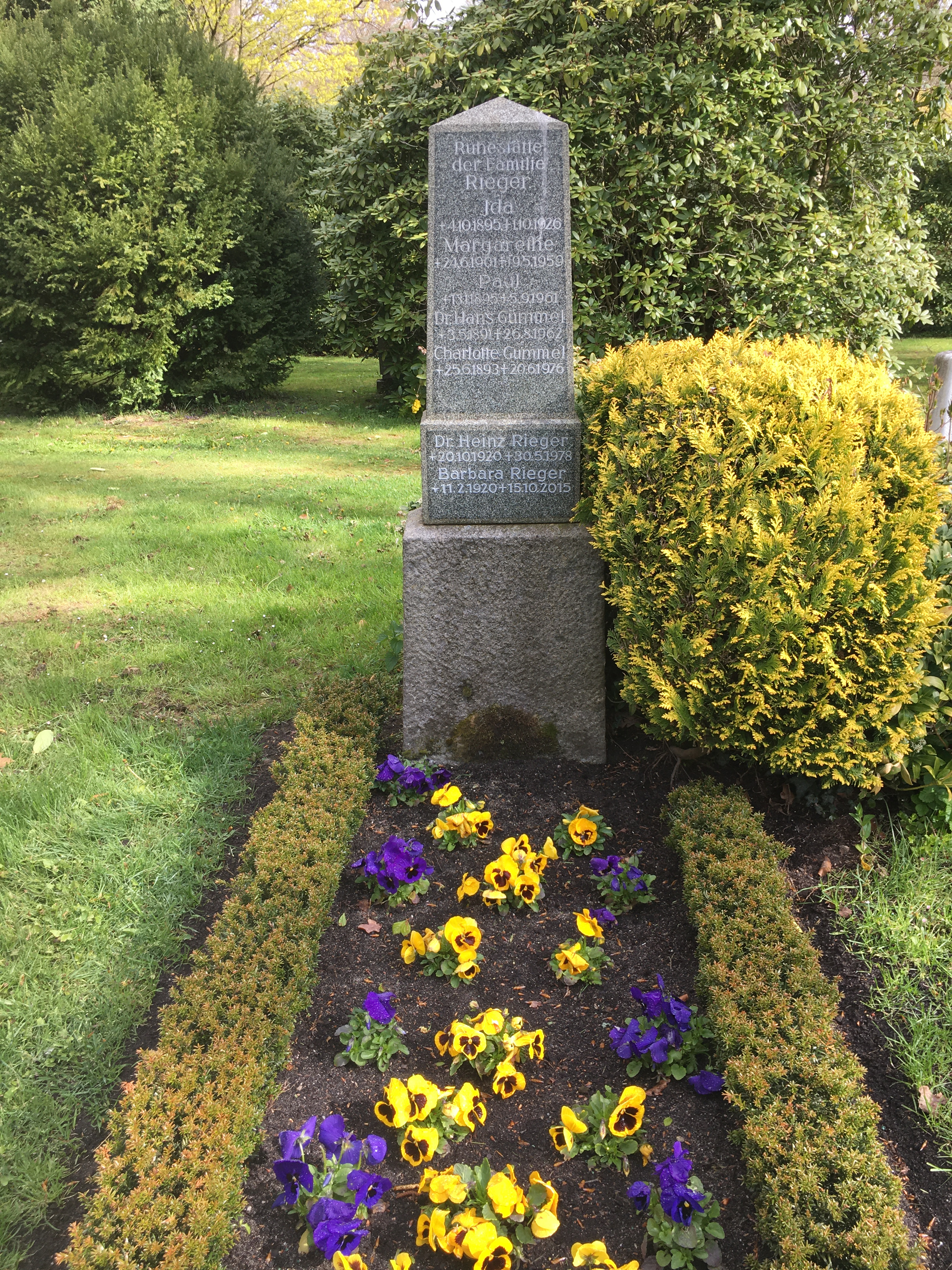
Grabstätte auf dem Friedhof Ohlsdorf im Planquadrat Y 26

Am 1. Februar 1939 trat Gummel die Leitung des kurz zuvor gegründeten Brandenburgischen Landesamtes für Vor- und Frühgeschichte in Potsdam an. Als Grund für seinen Wechsel wurden unterschiedliche Motive angeführt. In seinem Nachruf auf Gummel in den Osnabrücker Mitteilungen des Vereins für Geschichte und Landeskunde von Osnabrück schrieb Alfred Bauer 1963 von Zerwürfnissen mit der NSDAP. Der Biograf Rainer Hehemann gab wachsende Behinderungen durch die NSDAP an, weswegen sich Gummel auf seine Forschungsarbeit konzentriert habe. Hanns-Gerd Rabe erklärte in einem Interview von 1983, Gummel habe als Katholik der Zentrumspartei nahegestanden und nicht der NSDAP beitreten wollen. Sein Nachfolger in Osnabrück als Museumsleiter, Hermann Poppe-Marquard, behauptete hingegen 1984 in einem Interview, Gummel sei wegen der Vorteile der Übernahme in das Beamtenverhältnis, die mit der Position in Potsdam einherging, gewechselt. Katharina Hoffmann beschrieb ihn 2002 als „introvertierten Gelehrten“, der in der Kommunalverwaltung keinen angemessenen Ansprechpartner gefunden habe und sich auf seine Forschungsarbeit zurückgezogen habe, außerdem von „Querelen mit den Nationalsozialisten“. Thorsten Heese, der die Geschichte der Osnabrücker Museen in der Zeit des Nationalsozialismus untersuchte, schloss aus den Äußerungen und dem Handeln Gummels als Museumsdirektor seit 1933 auf „mehr als nur eine Anbiederung an das neue Regime“. Als Archäologe und Vor- und Frühgeschichtler habe er zu einer Gruppe von Wissenschaftlern gehört, „die von der ideologischen Ausrichtung des Nationalsozialismus außergewöhnlich stark profitierten“.
Im Zweiten Weltkrieg wurde er 1941 als Offizier eingezogen und leitete bis zum Rückzug ein Kriegsgefangenenlager in Luckenwalde. In Mecklenburg nahmen ihn britische Truppen Anfang Mai 1945 gefangen, aus der Gefangenschaft wurde er 1946 entlassen. Seine Familie hatte sich  inzwischen in Blexen, einem Stadtteil von Nordenham, niedergelassen. Gummel war zeitweilig Hilfsarbeiter in  einer Spinnradwerkstatt, bis er gesundheitlich zusammenbrach. Er brauchte Jahre zur Erholung von einer Lungenerkrankung. Auf Vorschlag von Johann Jacob Cordes, dem Vorsitzenden der heimatkundlichen Vereinigung Männer vom Morgenstern, beteiligte er sich am Wiederaufbau des Morgenstern-Museums in Bremerhaven. 1952 nahm er seinen Wohnsitz in Einswarden. Von 1954 bis 1959 leitete er das Museum ehrenamtlich, sein Nachfolger Gert Schlechtriem wurde hauptamtlicher Direktor. Er baute die Museumsbibliothek und die Vorgeschichtsabteilung wieder auf und publizierte unter anderem zu Hermann Allmers, Christian Hostmann und Friedrich Plettke, zu den Goldbrakteaten von Sievern und den Megalithanlagen bei Westerwanna; es waren mehr als 170 Veröffentlichungen.
Während einer Reise 1962 in den Schwarzwald erlitt Gummel einen Schlaganfall, an dessen Folgen er starb. Er wurde auf dem Hamburger Friedhof Ohlsdorf beigesetzt.

## Auszeichnungen
Gummel war Ehrenmitglied des Niedersächsischen Vereins für Urgeschichte und der Bremer Gesellschaft für Urgeschichte. 1962 wurde er mit dem Bundesverdienstkreuz ausgezeichnet.

## Veröffentlichungen (Auswahl)
- Der Pfahlbau Moosseedorf bei Bern. Th. Schulte, Hannover 1923 (zugl. Dissertation.)
- Die vorgeschichtliche Lehrsammlung im Museum des Vereins für Rostocks Altertümer zu Rostock. Verein für Rostocks Altertümer. Rostock 1928.
- Funde aus Schlesien und der ehemaligen Provinz Posen im Museum der Stadt Osnabrück. (= Mitteilungen aus dem Museum der Stadt Osnabrück, Nr. 4.) Museum der Stadt, Osnabrück 1934.
- Forschungsgeschichte in Deutschland. (= Die Urgeschichtsforschung und ihre historische Entwicklung in den Kulturstaaten der Erde, Bd. 1). de Gruyter, Berlin 1938.
- Justus Möser und die deutsche Vorzeit. Mit einer forschungsgeschichtlichen Einführung. (= Mitteilungen aus dem Museum der Stadt Osnabrück, Nr. 6.) Museum der Stadt, Osnabrück 1938.
- Hermann Allmers und die Altertumsforschung. Festschrift zur Wiedereröffnung des Morgensternmuseums. Magistrat der Stadt Bremerhaven (Hrsg.), Bremerhaven 1961.